# Chiesa di Santa Maria degli Alberighi
La chiesa di Santa Maria degli Alberighi era una chiesa di Firenze e si trovava in piazza degli Alberighi.

## Storia e descrizione
La chiesa faceva parte delle più antiche chiese del centro fiorentino e risaliva alla fine del XII secolo. La prima citazione è in documento dell'11 ottobre 1210, a cui ne segue uno lo stesso anno il 23 di dicembre. Faceva parte delle trentasei parrocchie dell'antica città medievale.
Si affacciava nella piazzetta che prendeva il nome dalla ricca e nobile famiglia ghibellina degli Alberighi che aveva le proprie case tra qui e via dello Studio. Aveva un unico altare e una piccola torre campanaria cuspidata.
All'epoca del granduca Pietro Leopoldo, verso il 1783 venne soppressa come molte altre piccole parrocchie del centro e in seguito distrutta. Una parte dell'edificio sacro fu inglobata nell'accresciuta abside e nella sagrestia della chiesa di Santa Margherita in Santa Maria de' Ricci.
La chiesetta nel 1501 fu al centro del caso di Antonio Rinaldeschi, che, ubriaco, insozzò una figura dell'Annunciazione sulla lunetta della chiesa con lo sterco, pagando con la vita questo affronto. L'episodio entrò nella storia cittadina e la Madonna oltraggiata venne collocata sull'altare maggiore della chiesa di Santa Maria de' Ricci.
La piazzetta degli Alberighi ha un unico accesso da un vicolo che porta in piazza San'Elisabetta. Nel vicolo restano alcuni sporti lignei medievali e di pietra, oltre a un archetto che collega i due edifici dirimpetto.

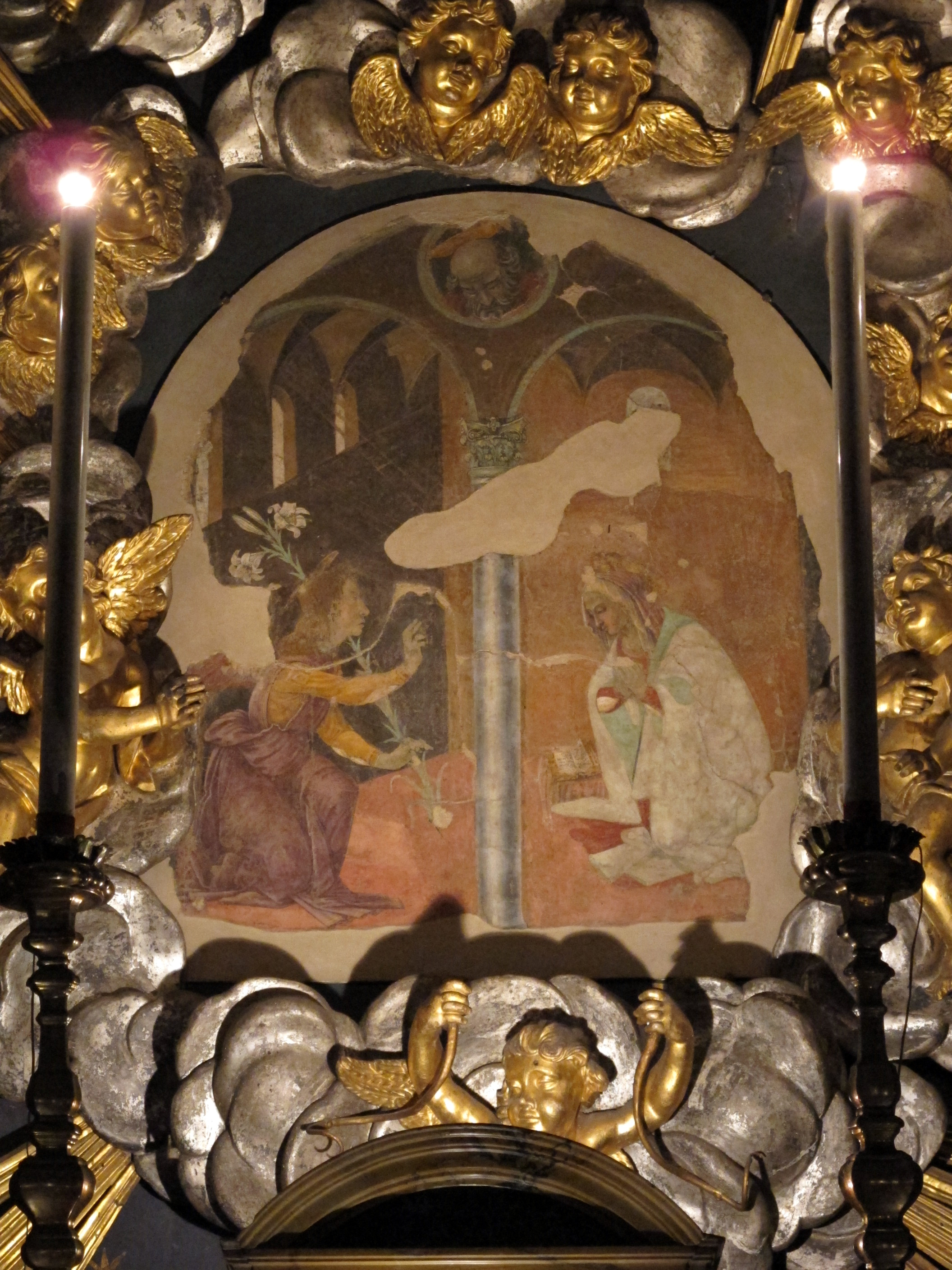
L'Annunciazione oggi sull'altare di Santa Maria de' Ricci